# Mother Machree
Mother Machree é um filme mudo norte-americano de 1928, do gênero drama, dirigido por John Ford e estrelado por Belle Bennett e Philippe De Lacy.

## A produção
Ainda que não tenha diálogos, Minha Mãe pode ser considerado o primeiro filme sonoro de Ford, por conter uma trilha musical e efeitos de som.
Este é mais um filme em que John Wayne, em início de carreira, atua sem receber créditos.
No Brasil, a película recebeu também o título de Sacrifício.

## Sinopse
Mãe irlandesa migra para os EUA e dá o filho em adoção, na esperança de assegurar-lhe o futuro. Ela se emprega como governanta e cria a filha dos patrões. Anos mais tarde, descobre que a jovem e seu filho estão apaixonados. Eles se reencontram, mas são novamente separados pela Primeira Guerra Mundial.

## Elenco
| Ator/Atriz       | Personagem               |
| ---------------- | ------------------------ |
| Belle Bennett    | Mãe Machree              |
| Philippe De Lacy | Brian (criança)          |
| Victor McLaglen  | Gigante de Kilkenny      |
| Ted McNamara     | Harpista de Wexford      |
| William Platt    | Anão de Munster          |
| Eulalie Jensen   | Senhorita Van Studdiford |
| Constance Howard | Senhora Cutting          |
| Pat Somerset     | Bobby De Puyster         |
| Neil Hamilton    | Brian (adulto)           |